# Ilhéu Redondo
O ilhéu Redondo é um ilhéu nas Ilhas Selvagens, Região Autónoma da Madeira, Portugal.